# Општина Константин Даиковичу (Караш-Северин)
Константин Даиковичу (рум. Constantin Daicoviciu) општина је у Румунији у округу Караш-Северин.
Oпштина се налази на надморској висини од 166 m.